# چلسی گری
چلسی گری (انگلیسی: Chelsea Gray؛ زادهٔ ۸ اکتبر ۱۹۹۲) بازیکن بسکتبال اهل ایالات متحده آمریکا است.
وی در مسابقات کشوری و بین‌المللی در مجموع برندهٔ ۱ مدال طلا شده‌است.